# 데이비드 스타 조던

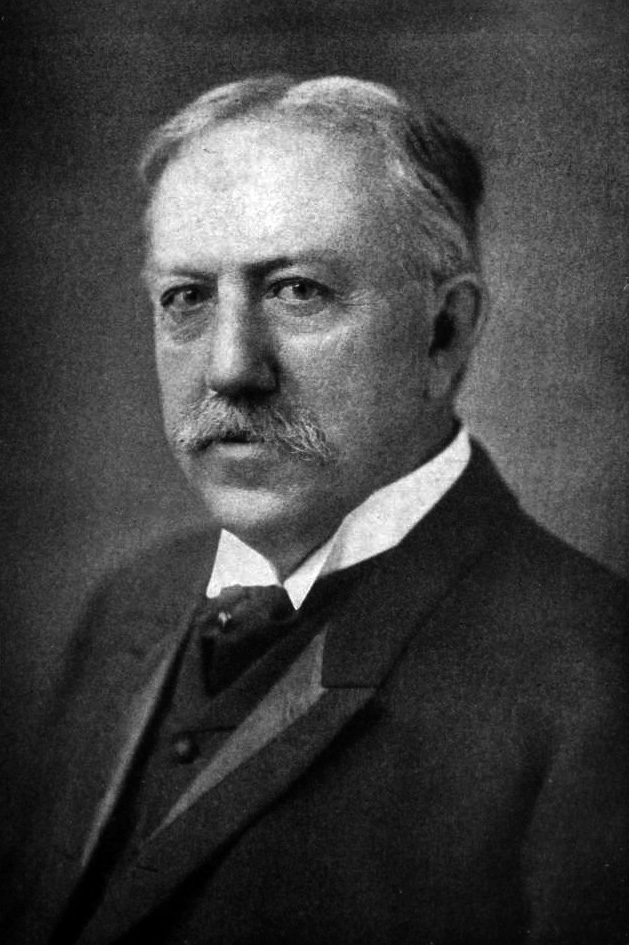

데이비드 스타 조던(David Starr Jordan, 1851년 1월 19일 – 1931년 9월 19일)은 스탠퍼드 대학교의 창립 총장으로 1891년부터 1913년까지 재직했다. 연구 경력 기간 동안 어류학자였다. 스탠퍼드 대학교 총장에 앞서 1884년부터 1891년까지 인디애나 대학교 총장을 역임했다.
조던은 또한 우생학의 강력한 지지자였으며, 그가 출판한 견해는 소와 인간이 "동일한 선택 법칙에 의해 지배된다"고 주장하면서 "인종 퇴화"에 대한 두려움을 표현했다. 전쟁이 유전자풀의 가장 뛰어난 구성원을 죽였다고 믿었기 때문에 반군국주의자였으며 처음에는 제1차 세계 대전에 미국이 개입하는 것을 반대했다.